# Lucio Gallo
Lucio Gallo (Taranto, 9 luglio 1959) è un baritono italiano.

## Biografia
Allievo di Elio Battaglia, si è diplomato al Conservatorio di Torino e ha debuttato sulle scene nel 1984.
Si è esibito in importanti teatri e sale da concerto, quali il Teatro alla Scala, il Metropolitan Opera di New York, l’Opera di San Francisco, il Lyric di Chicago, il Covent Garden di Londra, il Liceu di Barcellona, la Staatsoper di Vienna, l’Opera Bastille di Parigi, la Staatsoper Unter Den Linden e la Deutsche Oper di Berlino, il Teatro Real di Madrid, il Concertgebouw di Amsterdam, Festival di Salisburgo, Festival di Bregenz, il Teatro Regio di Torino, il Regio di Parma, il Comunale di Bologna, il Teatro Massimo di Palermo,Arena di Verona,  la Fenice di Venezia, l’Opera di Zurigo, il Musikverein di Vienna Royal Albert Hall di Londra e il Teatro Bol'šoj di Mosca.
Ha partecipato a produzioni dirette da direttori quali Claudio Abbado, Daniel Barenboim, Riccardo Chailly, Colin Davis, Gianandrea Gavazzeni, Nikolaus Harnoncourt, Bernard Haitink, Riccardo Muti, Antonio Pappano, Zubin Mehta, Wolfgang Sawallisch e Jeffrey Tate.
Il suo repertorio comprende ruoli principalmente di Rossini, Mozart, Verdi, Puccini e Wagner. Tra le opere più eseguite risultano Le nozze di Figaro, Don Giovanni, Il Barbiere di Siviglia, Il viaggio a Reims, Don Carlo, Otello, Falstaff, Simon Boccanegra, Tosca , Il tabarro, Gianni Schicchi, La fanciulla del West, Andrea Chenier e Parsifal.
Ha inciso per Deutsche Grammophone, Sony, Decca e Fonit Cetra.

## Discografia
- Giordano: Andrea Chénier - Andrea Bocelli/Violeta Urmana/Lucio Gallo/Orchestra Sinfonica di Milano Giuseppe Verdi diretta da Marco Armiliato, 2010 Sugar
- Mozart, Le nozze di Figaro - Abbado/McNair/Studer/Gallo/Bartoli, 1994 Deutsche Grammophon
- Mozart, Le nozze di Figaro - Metha/Lucio Gallo/Karita Mattila, Michele Pertusi/Marie McLaughlin, 1995 Sony
- Puccini, Manon Lescaut - Muti/Cura/Guleghina/Gallo, 1998 Deutsche Grammophon
- Rossini, Il barbiere di Siviglia - Abbado/Domingo/Battle/Raimondi/Gallo, 1992 Deutsche Grammophon
- Rossini: Il viaggio A Reims - Claudio Abbado/Cheryl Studer/Sylvia McNair/Lucia Valentini Terrani/Luciana Serra/William Matteuzzi/Ruggero Raimondi/Samuel Ramey/Enzo Dara, Lucio Gallo 1993 Sony
- Verdi: Ernani (Live) - Lucio Gallo/Giacomo Prestia/Orchestra e Coro del Teatro Regio di Torino/Bruno Campanella/Daniela Dessì/Fabio Armiliato, 2010 Avi-service
- Puccini, Manon Lescaut - Muti / Guleghina / Cura / Gallo,  2000 Deutsche Grammophon
- Tosti: Romanze - Nuccia Focile, Lucio Gallo, Erik Battaglia 1992 Warner
- Schumann, Frauenliebe und Leben op.o.42, Liederkreis op.39, duetti, Focile/Gallo/Battaglia 1992 Warner
- Ermanno Wolf-Ferrari, Canzoniere italiano -  Luio Gallo/ Valentina Valente/ Erik Battaglia 1996 Warner
- Rossini, Di tanti palpiti - Benini/Devia/Manca di Nissa/Gallo/Pertusi 1997 Universe
- Respighi, Il tramonto - Lucio Gallo / Erik Battaglia / 'Osterreichisches Streichquartett 1999 Warner
- Gallo: From Mozart to Wagner - Lucio Gallo/Munich Radio Orchestra/Ulf Schirmer, 2010 Avi-Service
- Gounod: Faust (versione del 1864) - Farasin/Colombara/Gallo/Tepponen/Matvejeff, 2019 Naxos

## DVD
- Beethoven: Fidelio (Zurich Opera, 2008) - Lucio Gallo/Bernard Haitink, Opus Arte/Naxos
- Donizetti: Don Pasquale (La Scala, 1994) - Ferruccio Furlanetto/Lucio Gallo/Gregory Kunde/Nuccia Focile/Riccardo Muti, Arthaus Musik/Naxos
- Mozart: Le nozze di Figaro (Maggio Musicale Fiorentino, 2003) - Lucio Gallo/Patrizia Ciofi/Giorgio Surian/Zubin Mehta, Arthaus Musik/Naxos
- Puccini: La fanciulla del West (DNO, 2009) - Lucio Gallo/Carlo Rizzi (direttore d'orchestra), Opus Arte/Naxos
- Puccini: La fanciulla del West (Puccini Festival, 2005) - Daniela Dessì/Fabio Armiliato/Lucio Gallo/Alberto Veronesi, regia Ivan Stefanutti, Arthaus Musik/Naxos
- Puccini, La fanciulla del West - Luisotti/Voigt/Giordani/Gallo MET, 2010 Deutsche Grammophon
- Puccini: Manon Lescaut (La Scala, 1998) - Maria Guleghina/José Cura/Lucio Gallo/Riccardo Muti, regia Liliana Cavani, TDK/Naxos
- Puccini: Il trittico (Royal Opera House, 2011) - Lucio Gallo/Francesco Demuro/Antonio Pappano, Opus Arte/Naxos
- Verdi: Otello (La Fenice, 2013) - Gregory Kunde/Carmela Remigio/Lucio Gallo/Chung Myung-whun, C Major/Naxos
- Verdi: Simon Boccanegra (Maggio Musicale Fiorentino, 2002) - Karita Mattila/Vincenzo La Scola/Lucio Gallo/Andrea Concetti/Claudio Abbado, regia Peter Stein, Arthaus Musik/Naxos
- Boito:”Nerone”( Festival di Bregenz, 2021)-Rafael Rojas/Lucio Gallo/Svetlana Anksenova/Alessandra Volpe/Brett Polegato/ Direttore Dirk Kaftan/ regia Olivier Tambosi/Unitel